# Sant Miquel del Lloar
Sant Miquel del Lloar és una església del municipi del Lloar (Priorat) protegida com a bé cultural d'interès local. Està dedicada a Sant Miquel Arcàngel.

## Descripció
El temple està format per tres naus amb un creuer sense sobresortir i una cúpula a la intersecció d'aquest amb la nau central. Tot ell és de dimensions reduïdes. El principal material de construcció és la pedra lligada amb morter; la façana està arrebossada i reforçada amb carreus als angles. D'altra banda, el campanar presenta maons als peus i a la part esquerra. La coberta és a dues vessants.
La decoració es concentra a la porta, únic lloc on la pedra apareix treballada. La decoració es compon de dues falses pilastres que emmarquen la porta i sostenen un arc de mig punt sobre el qual hi ha una fornícula amb una imatge en guix de Sant Miquel, reproducció de l'anterior original en pedra (destruït durant la Guerra Civil Espanyola).
Per tancar el conjunt hi ha dues falses columnes que presenten dos segments d'arquitrau amb motius clàssics d'on arrenca un guardapols també en forma d'arc de mig punt. La decoració es completa amb un parell de rostres sobre el primer arc i un parell de petxines a les dovelles d'arrencada del guardapols.

## Història
El 22 de juliol de 1777 es posà la primera pedra amb l'autorització del bisbe de Tortosa i el temple es va concloure en dos anys. A la portalada hi apareix la data de 1780. L'empresari encarregat de la construcció fou Manuel Monté i el vicari impulsor de l'obra en Pere Josep Masip.
Durant la Guerra Civil Espanyola el temple fou malmès i l'estàtua de Sant Miquel que es trobava a la fornícula de la portalada va ser destruïda.